# Annie Anzieu
Annie Anzieu, psicoanalista i assagista francesa, va néixer l'any 1924.
Té un maestria en filosofia i una diploma de logopeda. Al 1958, va obtenir la primera plaça que hi va haver de logopeda a l'hospital de la Salpêtrière.
Va ser membre honoraria de l'Associació Psicoanalitica de França. Juntament amb Florence Guignardm, l'any 1984, va cofundar l'Associació pel psicoanàlisi de l'infant, l'any 1994 va fundar la Societat europea per la psicoanalisi de l'infant i de l'adolescent (SEPEA). D'on ha estat la vicepresidenta i n'és membre honorari. Annie Anzieu va dirigir el departament de psicoterapia del servei de psiquiatria de l'infant de l'hospital de la Salpêtrière.

## Publicacions
- (coll.) Psicoanalisi i llenguatge. Del cos a la paraula, 1977 (ISBN 978-2040045616)
- La Dona sense qualitat. Esquisse psicoanalitic de la feminitat, Dunod, 1989 (ISBN 978-2100489138)
- La inquietant feminitat. A propósit de l'adolescència, Adolescència, 21, 1993/1, « Clínica de la vergonya ».
- Deslligament, renuncia, separació, al Diari de la psicoanalisi de l'infant, n°16, Ruptures i canvis, 1997.
- El Joc en el psicoanalisi del nen, amb Christine Anzieu-Premmereur & S. Daymas, 2000 (ISBN 978-2100508402)
- (coll.) L'envoltori psiquic, Dunod, coll. « Inconscient i cultura » (ISBN 978-2100591886)
- El Treball del psicoterapeuta de nen, Dunod, coll. « Psicoterapies», 2014 (ISBN 978-2100715725)
- El Treball del dibuix en pssicoterapia de l'infant, amb Loïse Barbey, Dunod, coll. « Psicoterapies », 2012 (ISBN 978-2100573318)